# ارماندو كالفو
ارماندو كالفو (بالإسبانية: Armando Calvo)‏ (25 ديسمبر 1919 – 6 يوليو 1996) ممثل إسباني، نشأ في بورتوريكو، وكانت ولادته في سان خوان عاصمة بورتوريكو، والده الممثل الأسباني خوان كالفو دومينيك.
عمل أرماندو في كلاً من إسبانيا وإيطاليا والمكسيك وظهر في تسعين فيلمًا بين عامي 1939 و1984.

## روابط خارجية
- ارماندو كالفو على موقع IMDb (الإنجليزية)
- ارماندو كالفو على موقع ألو سيني (الفرنسية)
- ارماندو كالفو على موقع أول موفي (الإنجليزية)
- ارماندو كالفو على موقع قاعدة بيانات الأفلام السويدية (السويدية)
- ارماندو كالفو على موقع قاعدة بيانات الفيلم (الإنجليزية)
- ارماندو كالفو على موقع كينوبويسك (الروسية)

Armando Calvo في قاعدة بيانات الأفلام على الإنترنت